# Länsbogstav
Hvert län i Sverige har et länsbogstav (länsbokstav).  Af historiske årsager er det i nogle tilfældet blevet til to bogstaver.  For eksempel havde Stockholms bykommune sit eget länsbogstav, A.  Dette skyldtes at Stockholms bykommune ikke hørte under Stockholms län, men under Stockholms överståthållarskap, der blev betragtet som et selvstændigt län.
Da länene blev tildelt länsbogstaverne, var der så mange län, at der ikke var bogstaver nok (fordi bogstaver som J, Q, V ikke anvendtes), hvorfor Västerbottens län fik AC og Norrbottens län fik BD.
En overgang fik bilerne deres registreringsnummer efter hvilket län ejeren boede i.  På grund af antallet af biler i hovedstaden, slog nummerserien ikke til, hvorfor også AA og AB blev taget i anvendelse.  Det tidligere Stockholms län havde länsbogstaverne B og BA.  Blev en bil solgt uden for länet, blev den omregistreret af länsstyrelsen i det respektive län.  Det var almindeligt at landshøvdingen havde 1 som registreringsnummer.  For eksempel havde landshøvdingen i Uppsala län C1 som sin bils registreringsnummer.  En undtagelse var dog A1, der var tildelt kongen.  I de daværende Göteborgs och Bohus län (nu Västra Götalands län), samt i det daværende Kopparbergs län (nu Dalarnas län), var det privatpersoner, der havde registreringsnummrene O1 henholdsvis W1.

## Nuværende länsbogstaver
- AB — Stockholms län
- C — Uppsala län
- D — Södermanlands län
- E — Östergötlands län
- F — Jönköpings län
- G — Kronobergs län
- H — Kalmar län
- I — Gotlands län
- K — Blekinge län
- M — Skåne län (M anvendtes tidligere for Malmöhus län)
- N — Hallands län
- O — Västra Götalands län (O anvendtes tidligere for Göteborgs och Bohus län)
- S — Värmlands län
- T — Örebro län
- U — Västmanlands län
- W — Dalarnas län
- X — Gävleborgs län
- Y — Västernorrlands län
- Z — Jämtlands län
- AC — Västerbottens län
- BD — Norrbottens län

## Afskaffede länsbogstaver
- L — Kristianstads län (se Skåne län)
- P — Älvsborgs län (se Västra Götalands län)
- R — Skaraborgs län (se Västra Götalands län)